# Nurbergen Schumaghasijew
Nurbergen Batyrghaliuly Schumaghasijew (kasachisch Нұрберген Батырғалиұлы Жұмағазиев, russisch Нурберген Батыргалиевич Жумагазиев Nurbergen Batyrgalijewitsch Schumagasijew; * 29. November 1990 in Oral) ist ein kasachischer Shorttracker.

## Werdegang
Schumaghasijew debütierte im Februar 2009 in Sofia im Shorttrack-Weltcup und belegte dabei den 32. Platz über 1000 m und den 23. Rang über 500 m. Sein bestes Resultat bei den Weltmeisterschaften 2010 in Sofia war der 31. Platz über 1500 m. Zwei Jahre später errang er bei den Weltmeisterschaften 2012 in Shanghai den 34. Platz im Mehrkampf. Bei den Olympischen Winterspielen 2014 in Sotschi kam er auf den 29. Platz über 500 m und auf den fünften Platz mit der Staffel. Im März 2014 belegte er bei den Weltmeisterschaften 2014 in Moskau den 26. Platz im Mehrkampf und den 19. Rang über 500 m. In der Saison 2014/15 erreichte er im Weltcup seine ersten Top-Zehn-Platzierungen. Zu Beginn der Saison 2016/17 kam er in Salt Lake City mit dem dritten Platz mit der Staffel erstmals im Weltcup aufs Podest. Beim Weltcup in Gangneung im Dezember 2016 holte er über 1000 m seinen ersten Weltcupsieg. Bei der Winter-Universiade in Almaty im Februar 2017 gewann er jeweils die Bronzemedaille über 1500 m und mit der Staffel. Beim folgenden und letzten Weltcup der Saison in Minsk errang er über 1000 m zweimal den dritten Platz und erreichte den dritten Platz im Weltcup über 1000 m. Zudem wurde er dort Dritter mit der Staffel. Seine besten Resultate bei den Weltmeisterschaften 2017 in Rotterdam waren der 29. Platz über 1500 m und der sechste Rang mit der Staffel. Bei den Olympischen Winterspielen 2018 in Pyeongchang lief er auf den 25. Platz über 1000 m auf den 18. Rang über 500 m und auf den sechsten Platz mit der Staffel und bei den Weltmeisterschaften 2019 in Sofia auf den 31. Platz im Mehrkampf.

## Weltcupsiege im Einzel
| Nr. | Datum             | Ort       | Disziplin |
| --- | ----------------- | --------- | --------- |
| 1.  | 17. Dezember 2016 | Gangneung | 1000 m    |

## Persönliche Bestzeiten
- 500 m: 40,676 s (aufgestellt am 5. Februar 2017 in Almaty)
- 1000 m: 1:23,741 min. (aufgestellt am 6. Februar 2016 in Dresden)
- 1500 m: 2:14,026 min. (aufgestellt am 11. November 2016 in Salt Lake City)
- 3000 m: 5:26,550 min. (aufgestellt am 28. August 2010 in Ak-bulak)